# Гибель российских миротворцев в Нагорном Карабахе
20 сентября 2023 года пять российских миротворцев погибли в окрестностях деревни Джанятаг, расположенной в Нагорном Карабахе, в результате обстрела военнослужащими Вооружённых сил Азербайджана. Среди погибших — заместитель командующего миротворческим контингентом, капитан первого ранга Иван Ковган и полковник ЦВО Тагир-Мурод Караев. Инцидент произошёл во время столкновений в Нагорном Карабахе и наступлении Азербайджана.

## Предшествующие события
После Второй Карабахской войны президентами Азербайджана, России и премьер-министром Армении были подписаны соглашения сроком на 5 лет, согласно которым на территории Нагорного Карабаха будет присутствовать российский миротворческий контингент, обеспечивающий безопасность в регионе.
Отношения Армении и Азербайджана резко обострились в 2022 году, после столкновений в августе, блокады Нагорного Карабаха со стороны Азербайджана.
В сентябре 2023 года стали поступать сведения о готовящейся операции Азербайджана в Нагорном Карабахе, в том числе в зоне ответственности российских миротворцев. Так «Der Spiegel» отмечало, что Азербайджан сосредотачивает войска, а военные эксперты прогнозировали скорое наступление. Издание отмечало, что единственной силой способной остановить Азербайджан являлась Москва. Однако та не предприняла никаких действий, в результате чего 19 сентября 2023 года Азербайджан, предварительно уведомив Россию о скором наступлении, начал военную операцию в Нагорном Карабахе.

## Ход событий
Во время боевых действий российские миротворцы начали сворачивать свои наблюдательные посты. Оставляя позиции они возвращались на базу, где вопреки своим обязанностям, не препятствовали азербайджанскому наступлению, а ограничились лишь распределением гуманитарной помощи и принятием беженцев на базе. Миротворческий контингент, главной функцией которого было предотвращение столкновений и кровопролития, остался в стороне от происходящего. А замминистра обороны, генерал-полковник Андрей Картаполов, говоря об участии российских миротворцев в боевых действиях, заявил:
До тех пор, пока миротворцам самим ничего не угрожает, они не имеют право применять оружие
20 сентября, на фоне продолжающихся столкновений в регионе, автомобиль с пятью российскими миротворцами попал под обстрел из стрелкового оружия в районе села Джанъятаг, когда миротворцы возвращались с наблюдательного пункта. Погибли все находившиеся в автомобиле миротворцы.

## Реакция
Изначально азербайджанская и армянская стороны не прокомментировали произошедшее. Официальный представитель МИД России Мария Захарова заявила, что российские миротворцы «приняли на себя удар ради мира в регионе».
21 сентября состоялся телефонный разговор между президентами Азербайджана Ильхамом Алиевым и России Владимиром Путиным, в ходе которого Алиев принёс соболезнования и извинения перед Путиным за гибель российских миротворцев, отметив, что будет проведено тщательное расследование, а виновные понесут наказание. Также президент Азербайджана заявил о готовности оказать материальную помощь семьям погибших. От обязанностей отстранили командира корпуса Вооружённых сил Азербайджана, подчинённые которого могли быть виновны в смерти российских военнослужащих.
По заявлению генпрокуратуры Азербайджана, военные «по причине сложного рельефа местности и туманно-дождливых погодных условий» приняли автомобиль с российскими миротворцами за принадлежащий армянским вооруженным формированиям. По обоим фактам азербайджанская генпрокурора возбудила уголовное дело. Однако никаких результатов расследования с тех пор так и не опубликовали. В свою очередь Москва настолько старается избежать любых трений в отношениях с Азербайджаном, что даже не стала вспоминать о миротворцах, погибших в сентябре 2023 года.

### Комментарии
1. ↑  Этот населённый пункт расположен на территории Нагорного Карабаха, бо́льшая часть которого является объектом территориальных разногласий между Нагорно-Карабахской республикой, контролирующей часть спорной территории, и Азербайджаном, в пределах признанных государствами — членами ООН границ которого спорная территория находится.